# Witold Gintowt-Dziewałtowski
Witold Józef Gintowt-Dziewałtowski (Drewnica; 11 de Janeiro de 1949 — ) é um político da Polónia. Ele foi eleito para a Sejm em 25 de Setembro de 2005 com 9389 votos em 34 no distrito de Elbląg, candidato pelas listas do partido Sojusz Lewicy Demokratycznej.
Ele também foi membro da Sejm 1997-2001 e Sejm 2001-2005.